# 克蘭河 (法國)
克蘭河（法語：Clain，法語發音：[klɛ̃]）是法國的河流，位於該國西部，屬於維埃納河的左支流，河道全長144.3公里，流域面積3217平方公里，發源自耶斯附近，河口處在沙泰勒羅附近。

## 外部連結
- http://www.geoportail.fr（页面存档备份，存于）
- Sandre数据库中的克蘭河